# Jean-Clément Martin
Jean-Clément Martin (Thouars, Deux-Sèvres, 31 de janeiro de 1948) é um historiador francês, especialista na Revolução Francesa, na Contrarrevolução e na Guerra da Vendeia.

## Biografia

### Carreira académica
Agregado em 1973, doutor (1978), depois doutor estadual em história (1987), Jean-Clément Martin é professor na Universidade Paris XIII desde 1988, professor de história contemporânea na Universidade de Nantes e, em 2000, tornou-se professor de história da Revolução Francesa na Universidade Paris I-Panthéon-Sorbonne, além de ser diretor do Instituto de História da Revolução Francesa (CNRS). Desde 2008, é professor emérito da Universidade de Paris I-Panthéon-Sorbonne.
Exerceu um cargo na Missão Académica de Formação de Pessoal Docente (MAFPEN) de Nantes de 1985 a 1988, antes de ser presidente do Grupo Técnico Disciplinar (GTD) de história e geografia do Conselho Nacional de Programas Educacionais de 1990 a 1992. As suas propostas, recusadas pelo Ministro Jack Lang, foram apresentadas em dois artigos "Sobre o ensino de História Europeia", Le Débat, n.° 77, novembro de 1993, p. 181–185 e “História, Geografia, solicite o programa", Espaço-tempo, n.° 53/54, 1993, p. 87–90. Ele então renunciou. Na Universidade de Nantes foi durante vários anos diretor de estudos (tempo parcial) da academia de ensino de história da IUFM.
Jean-Clément Martin foi curador da exposição temporária sobre a memória das guerras da Vendeia realizada em 1983 no Château du Puy du Fou no âmbito do Ecomuseu da Vendeia e participou na instalação do Museu das Guerras do Oeste em Cholet em 1993.
Dirigiu a coleção “Em 30 perguntas" publicada pela Geste bem como a coleção "Revoluções" publicada pela Vendémiaire.

## Contribuição para a história da Revolução Francesa
Ele estudou a Vendeia em particular como “lugar de memória". A sua investigação centrou-se durante vários anos na compreensão da violência, na contribuição da história de género e no papel da religião e da religiosidade no processo revolucionário.
Recusa-se a considerar as operações ordenadas na Vendeia pela Convenção, sejam as colunas infernais, ou os afogamentos de Nantes, como um genocídio. Para ele, "houve de facto crimes de guerra e batalhas abomináveis, é claro, mas em nenhum caso um genocídio" durante as guerras da Vendeia, a Revolução Francesa foi um episódio de guerra civil com o que isso significa de vácuo estatal, competição pelo poder e explosão de violência. [carece de fontes?]

## Posições
Em 2015, ele se posicionou em relação às diversas polémicas sobre os programas de história na faculdade ao assinar um artigo no Le Monde em favor do ensino crítico de história.
Em 2016, ele rejeitou categoricamente, chamando-o de “sacrificial", a interpretação segundo a qual o verso de La Marseillaise "deixe o sangue impuro regar os nossos sulcos" significa que os soldados de 1792 tinham orgulho de derramar o seu próprio sangue pela sua pátria.

## Publicações
- Blancs et Bleus dans la Vendée déchirée, col. "Découvertes Gallimard/Histoire" (nº 8), 1986. ISBN 2070762068.
- La Vendée et la France. Col: L'Univers historique. [S.l.]: Seuil. 1987. ISBN 2-02-009551-3.
- La Vendée de la Mémoire, 1800-1980, Éditions du Seuil, 1989. ISBN 2020105640.
- La Loire-Atlantique dans la tourmente révolutionnaire, Edições Reflets du Passé, 1989.
- Le Massacre des Lucs, Vendée 1794 (em colaboração com Xavier Lardière), Geste Éditions, La Crèche, 1992.
- Révolution et contre-révolution en France. Col: Histoire (em francês). [S.l.]: Presses universitaires de Rennes. 1996. ISBN 2-86847-209-5.
- Une région nommée Vendée, entre politique et mémoire : XVIIIe-XX sièclee, Éditions Geste, 1996. ISBN 2910919358.
- La Révolution française, étapes, bilans et conséquences, Éditions du Seuil, coleção Mémo, 1996. ISBN 2020231271.
- La Vendée en 30 questions, Geste Éditions, La Crèche, 1996.
- Contre-Révolution, Révolution et Nation en France, 1789-1799. Col: Points. Histoire (em francês). [S.l.]: Seuil. 1998. ISBN 2-02-025872-2.
- Le Puy du Fou en Vendée, l'Histoire mise en scène (em colaboração com Charles Suaud), L'Harmattan, 2000. ISBN 2738449514.
- La Guerre de Vendée, Éditions Geste, 2001. ISBN 2020095513.
- La Révolution française, 1789-1799, Éditions Belin, 2003. ISBN 2701136970
- Violence et Révolution. Col: L'univers historique (em francês). [S.l.]: Seuil. 2006. ISBN 2-02-043842-9, .
- Loire-Atlantique. Balades aériennes (em colaboração com Michel Bernard), Patrimoines Medias, 2006. ISBN 2910137600.
- Comtesse de Bohm, prisonnière sous la terreur. Les prisons parisiennes en 1793, Éditions Cosmopole, 2006. ISBN 2846300275.
- La Vendée et la Révolution. Accepter la mémoire pour écrire l'histoire, Perrin, collection Tempus, 2007.[6] ISBN 2262025975.
- La Révolution française, Éditions Le Cavalier bleu, coleção Idées reçues, 2008. ISBN 2846701873.
- La révolte brisée (em francês). [S.l.]: Armand Colin. 2008. ISBN 978-2-200-34626-3, .
- La Terreur. Col: Découvertes Gallimard : histoire (em francês). [S.l.]: Gallimard. 2010. ISBN 978-2-07-043914-0.
- Marie-Antoinette, coautoria de Cécile Berly, Citadelles-Mazenod, 2010[7] ISBN 2850883298.
- La machine à fantasmes. Relire l'histoire de la Révolution française, Vendémiaire, ISBN 236358029X.
- Edição crítica de Peut-on prouver l'existence de Napoléon ?, de Richard Whately, Vendémiaire, 2012.
- Nouvelle histoire de la Révolution française. Col: Pour l'histoire (em francês). [S.l.]: Perrin. 2012. ISBN 978-2-262-02596-0
- Un détail inutile ? Le dossier des peaux tannées. Col: Révolutions (em francês). [S.l.]: Vendémiaire. 2013. ISBN 978-2-36358-055-9.
- La Guerre de Vendée, 1793-1800, Points-Seuil, 2014, 368 p., ISBN 978-2-7578-3656-9.
- La Machine à fantasmes, Relire l'histoire de la Révolution française, Vendémiaire, Reed. bolso, aumentado, 2014. ISBN 978-2-36358-029-0
- com Laurent Turcot Au cœur de la Révolution, les leçons d'histoire d'un jeu vidéo, Paris, Vendémiaire, 2015. ISBN 9782 36358 173 0.
- Robespierre (em francês). [S.l.]: Perrin. 2016. ISBN 978-2-262-04255-4, .
- La Terreur (em francês). [S.l.]: Perrin. 2017. ISBN 978-2-262-06773-1.
- Nantes et la Révolution, Nantes, Château des Ducs, 2017, 130 p.
- Les échos de la Terreur. Col: Contemporaines (em francês). [S.l.]: Belin. 2018. ISBN 978-2-410-00206-5.
- Camisards et Vendéens. Deux guerres françaises, deux mémoires vivantes, com Philippe Joutard, Nîmes, Alcide éditions, 2018, 144 p. ISBN 978-2-37591-031-3
- La Vendée de la Mémoire 1800-2018, Paris, Perrin, 2019, 429 p., ISBN 9782262081409.
- Un aller simple pour la Révolution. Le voyage inutile (roman), Kindle, 2020.
- Les Vendéens, audiolivro, 4 CDs em caixa, Frémeaux et Associés, com as PUF, 2020.
- L'Exécution du roi, 21 janvier 1793 (em francês). [S.l.]: Perrin. 2021. ISBN 978-2-262-06988-9.
- Infographie de la Révolution française (em francês). [S.l.]: Passés composés. 2021. ISBN 978-2-37933-110-7.
- La Révolution n'est pas terminée (em francês). [S.l.]: Passés composés. 2022. ISBN 978-2-37933-777-2.
- Penser les échecs de la Révolution française (em francês). [S.l.]: Tallandier. 2022. ISBN 979-10-210-4909-3.

### Direção de obras
- Vendée-Chouannerie, Nantes, Edições Reflets du passé, 1981. ISBN 2865070085.
- "La Vendée et le Monde, Guerre et répression", Investigações e Documentos, n.° 20, Université de Nantes-Ouest Editions, 1993,172 p.
- Religion et Révolution, Paris, Anthropos, Economica, 1994, 272 p.
- "La Guerre civile entre Histoire et Mémoire", Investigações e Documentos, n.°21, Université de Nantes-Ouest Editions, 1995, 250 p.
- "Charette, l'itinéraire singulier d'un chef vendéen héroïque", Investigações e Documentos, n.°22, Université de Nantes-Ouest Editions, 1996, 200 p.
- La contre-révolution en Europe xviiie – xixe siècles. Réalités politiques et sociales, résonances culturelles et idéologiques, Rennes, PU Rennes, 2001.
- Napoléon et l'Europe, Presses universitaires de Rennes, 2002.
- La Révolution à l'œuvre, Presses universitaires de Rennes, 2005, 375 p.
- Dictionnaire de la Contre-Révolution (em francês). [S.l.]: Perrin. 2011. ISBN 978-2-262-03370-5 («ver a lista de avisos»).
- "Pourquoi enseigner l’Histoire ?", n.° 69 da Revue internationale d’Education, Sèvres, CIEP, 2015.
- Direção do conteúdo audiovisual online, "Regards sur la Vendée" consacrée à l’histoire de la Vendée, INA-Olonne-sur-Mer, 2017, 300 vídeos.

## Ligações Externas
- Jean-Clément Martin, le conflit des mémoires no YouTube